# 佐久間清治
佐久間 清治（さくま せいじ、1945年〈昭和20年〉11月2日 - 2025年〈令和7年〉1月7日）は、日本の政治家、元千葉県富津市長（3期）。

## 来歴
千葉県出身。明治大学法学部卒。
富津市議会議員を経て、2004年（平成16年）、富津市長選挙に立候補し、現職の白井貫を5000票余の差で破って、初当選する。
2008年（平成20年）は無投票で再選。
2012年（平成24年）の市長選挙は「雇用創出」「子育て支援」「安全安心なまちづくり」の3点を2期目の課題に挙げ、「雇用や子育て環境が充実すれば富津に人が残る」として、浅間山砂利採取場跡地への就労施設誘致、「待機児童ゼロ」を売りにした子育て環境整備に取り組む考えを示し、公認会計士の新人を破って三選した。
2016年（平成28年）に3期務めた市長を退任した。2018年、旭日小綬章受章。
2025年〈令和7年〉1月7日、心不全のため、死去した。79歳没。死没日付をもって正五位に叙された。